# Balkandådra
Balkandådra (Camelina rumelica) är en korsblommig växtart som beskrevs av Josef Velenovský. Enligt Catalogue of Life ingår Balkandådra i släktet dådror och familjen korsblommiga växter, men enligt Dyntaxa är tillhörigheten istället släktet dådror och familjen korsblommiga växter. Arten förekommer tillfälligt i Sverige, men reproducerar sig inte.

## Underarter
Arten delas in i följande underarter:
- C. r. rumelica
- C. r. transcaspica